# Alba Sotorra i Clua
Alba Sotorra i Clua (Reus, 1980) és una directora i productora de cinema documental catalana.
Les seves pel·lícules tracten temes contemporanis controvertits que involucren visions contraposades del món, relacionats amb conflictes polítics, socials i humans de l'actualitat. El seu treball se centra sobretot en les històries humanes que reflexionen, des d'una perspectiva de gènere, sobre temes com la llibertat, la igualtat i la identitat. Expliquen històries basades en personatges amb una forta narrativa, per un públic tant nacional com internacional.
Els seus projectes més rellevants són els llargmetratges documentals Miradas desveladas (2008), Qatar la carrera (2011), Game Over (2015), pel que va rebre un Premi Gaudí a la millor pel·lícula documental, i Comandant Arian (2018), nominada als Premis Gaudí. En 2021 està desenvolupant el llargmetratge documental Francesca i l'Amor.
Neix a Reus el 1980. És llicenciada en Comunicació audiovisual per la Universitat Complutense de Madrid (2004) i Màster Europeu en Estudis Culturals per la Universitat Rovira i Virgili de Tarragona (2007). Ha treballat, filmat i viscut arreu del món, passant llargues temporades a l'Orient Mitjà, especialment a Síria, Turquia, Iran i Qatar. Ha realitzat diversos tallers d'escriptura de guió i direcció de documentals, entre ells: SOURCES2 (20010), Berlinale Talent Campus (2011), Dok. Incubator (2014), IDFA Academy (2015) i Producers Workshop (2017). És membre de PROA i CIMA. Ha estat guardonada amb el premi a millor directora novella pel Col·legi de Directors de Catalunya el 2016.

## Produccions
Comandant Arian (2018)
A Comandant Arian, Sotorra s'endinsa a primera línia de la guerra de Síria per documentar la lluita de les dones kurdes del nord del país contra l'Estat Islàmic i la seva revolució feminista a Rojava. Sotorra segueix la comandant Arian, de 30 anys, qui forma part de les Unitats de Defensa de les Dones (YPJ), un cos militar format exclusivament per dones l'any 2012, amb l'objectiu de protegir-se del Dáesh i de transformar la societat patriarcal en la qual viuen. En aquesta història, l'Arian guia un batalló cap a Kobane amb la missió d'alliberar la població que viu sota el jou del Dáesh i fa tot el possible perquè les seves companyes descobreixin el veritable sentit de la seva lluita.
És el seu segon llargmetratge documental. Comandant Arian s'estrenà mundialment al Festival HOT DOCS el 2018 (l'únic festival de documentals de classe A), tingué la seva estrena europea al Sheffield Interntational Doc Fest (Anglaterra), fou nominat al Tim Hetherington Award, i la seva estrena asiàtica fou al Shanghai International Film Festival. És una coproducció de Boekamp & Kriegsheim (Alemanya), Televisió de Catalunya, Televisió Espanyola i té el suport de Movistar+, l'Institut Català de les Empreses Culturals i els fons de cinema Alemany Berlin Medienboard. També fou nominada als Premis Gaudí de 2019, a la categoria de Millor pel·lícula documental.
Game Over (2015)

Portada documental Game Over (2015)

Llargmetratge documental que va guanyar el Gaudí a millor documental el 2016. També fou guardonat millor documental de nou realitzador al Festival Internacional Docs Barcelona i rebé una menció d'honor als premis Ciutat de Barcelona. Va tenir l'estrena internacional al Festival Internacional de Cinema de Karlovy Vary. També ha competit al Festival de Màlaga, Documenta Madrid, al Planet Doc (Polònia) i al Festival Alcances de Càceres entre d'altres. Coproduït per Televisió de Catalunya, Televisión Española i amb el suport del Fons de Cinema d'Hamburg i l'ICEC.
Mirades desvelades (2008)
Mirades desvelades és el retrat combatiu de dones artistes de Bòsnia, Turquia, Iran, Afganistan i Pakistan. Amb finançament de l'ICEC i de l'Institut Català de les Dones. Premiat com a millor documental al Festival de Cinema Invisible (Bilbao), al Festival de Cinema de Mollerussa i al Festival Internacional de Cinema REC (Tarragona). També ha participat al Guadalajara Internacional Film Festival (Mèxic), Karachi International Film Festival (Pakistan), Cines del Sur (Granada), Institut Cervantes de Tel-Aviv (Israel), International Women Festival (Egipte), CCCB (Barcelona), Blue Apple Berlin (Alemanya). A més, s'ha retransmès a televisions de Portugal, Anglaterra, l'Índia i Veneçuela.
Qatar, The Race (2011)
Documental filmat a Qatar. Estrena internacional al Planet Doc (Polònia). Coproduït per Televisió de Catalunya i DTM (Qatar).
Francesca i l'Amor
Llargmetratge documental en desenvolupament seleccionat a l'EAVE, taller de desenvolupament de projectes, i que compta amb el suport de Creative Europe Desenvolupament de MEDIA i el desenvolupament i la producció de l'ICEC.

## Premis i nominacions
| Any  | Premi        | Categoria                    | Nominació                                                                              | Resultat   | Ref.          |
| ---- | ------------ | ---------------------------- | -------------------------------------------------------------------------------------- | ---------- | ------------- |
| 2022 | Premis Goya  | Millor pel·lícula documental | El retorn: la vida després de l'ISIS (amb Carles Torras i Vesna Cudic)                 | Nominats   | [ 13 ] [ 14 ] |
| 2022 | Premis Goya  | Millor pel·lícula            | El retorn: la vida després de l'ISIS (amb Carles Torras i Vesna Cudic)                 | Candidats  | [ 13 ] [ 14 ] |
| 2022 | Premis Goya  | Millor direcció              | Alba Sotorra                                                                           | Candidata  | [ 13 ] [ 14 ] |
| 2022 | Premis Goya  | Millor guió original         | El retorn: la vida després de l'ISIS (amb Júlia Parés, Michael Nollet i Xavi Carrasco) | Candidats  | [ 13 ] [ 14 ] |
| 2022 | Premis Gaudí | Millor pel·lícula documental | El retorn: la vida després de l'ISIS (amb Carles Torras i Vesna Cudic)                 | Guanyadors | [ 15 ] [ 16 ] |